# Liste der Monuments historiques in Neure
Die Liste der Monuments historiques in Neure führt die Monuments historiques in der französischen Gemeinde Neure auf.

## Liste der Objekte
| Bezeichnung                                                                        | Beschreibung          | Standort                       | Kennzeichnung | Schutzstatus | Datum | Bild |
| ---------------------------------------------------------------------------------- | --------------------- | ------------------------------ | ------------- | ------------ | ----- | ---- |
| Skulptur der heiligen Anna (Fotos in der Base Palissy)                             | Holz, 16. Jahrhundert | in der Kirche St-Fiacre (Lage) | PM03000421    | Classé       | 1938  |      |
| Zwei Skulpturen: Apostel Johannes und Erzengel Michael (Fotos in der Base Palissy) | Holz, 17. Jahrhundert | in der Kirche St-Fiacre (Lage) | PM03000420    | Classé       | 1938  |      |